# Gauville (Orne)
Pour les articles homonymes, voir Gauville.
Gauville est une ancienne commune française, située dans le département de l'Orne en région Normandie, devenue le 1er janvier 2016 une commune déléguée au sein de la commune nouvelle de La Ferté-en-Ouche.
Elle est peuplée de 540 habitants (les Gauvillois).

## Géographie

### Localisation
La commune est au sud du pays d'Ouche. Son bourg est à 4 km au sud-est de La Ferté-Frênel et à 9,5 km au nord-ouest de L'Aigle.

### Communes limitrophes
| La Ferté-Frênel                                         | Anceins, Couvains             | Couvains                  |
| La Ferté-Frênel, La Gonfrière                           | Gauville                      | Glos-la-Ferrière          |
| La Gonfrière, Saint-Evroult-Notre-Dame-du-Bois, Beaufai | Saint-Symphorien-des-Bruyères | Saint-Nicolas-de-Sommaire |

## Politique et administration

### Administration municipale
Compte tenu de la population de la commune, son conseil municipal était composé de quinze membres dont le maire et ses adjoints

### Liste des maires
| Période                                  | Période       | Identité          | Étiquette | Qualité                                                            |
| ---------------------------------------- | ------------- | ----------------- | --------- | ------------------------------------------------------------------ |
| Les données manquantes sont à compléter. |               |                   |           |                                                                    |
|                                          |               |                   |           |                                                                    |
| 1983                                     | mars 2014     | Bernard Masse     | SE        | Agriculteur                                                        |
| mars 2014                                | décembre 2015 | Michel Le Glaunec | SE        | Retraité de la Banque postale Maire de La Ferté-en-Ouche (2016 → ) |

| Période                                  | Période       | Identité            | Étiquette | Qualité                                           |
| ---------------------------------------- | ------------- | ------------------- | --------- | ------------------------------------------------- |
| Les données manquantes sont à compléter. |               |                     |           |                                                   |
|                                          |               |                     |           |                                                   |
| mai 2020                                 | novembre 2020 | Jean-Louis Maunoury |           | Retraité de la fonction publique Mort en fonction |

## Population et société

### Démographie
L'évolution du nombre d'habitants est connue à travers les recensements de la population effectués dans la commune depuis 1793. À partir du 1er janvier 2009, les populations légales des communes sont publiées annuellement dans le cadre d'un recensement qui repose désormais sur une collecte d'information annuelle, concernant successivement tous les territoires communaux au cours d'une période de cinq ans. 
Pour les communes de moins de 10 000 habitants, une enquête de recensement portant sur toute la population est réalisée tous les cinq ans, les populations légales des années intermédiaires étant quant à elles estimées par interpolation ou extrapolation. Pour la commune, le premier recensement exhaustif entrant dans le cadre du nouveau dispositif a été réalisé en 2005,.
En 2021, la commune comptait 540 habitants, en évolution de −8,63 % par rapport à 2015 (Orne : −1,53 %, France hors Mayotte : +2,49 %).
Gauville a compté jusqu'à 1 115 habitants en 1806.
| 1793 | 1800 | 1806  | 1821  | 1836 | 1841 | 1846 | 1851 | 1856 |
| ---- | ---- | ----- | ----- | ---- | ---- | ---- | ---- | ---- |
| 945  | 942  | 1 115 | 1 088 | 931  | 849  | 818  | 760  | 676  |

| 1861 | 1866 | 1872 | 1876 | 1881 | 1886 | 1891 | 1896 | 1901 |
| ---- | ---- | ---- | ---- | ---- | ---- | ---- | ---- | ---- |
| 661  | 650  | 581  | 535  | 510  | 465  | 497  | 464  | 461  |

| 1906 | 1911 | 1921 | 1926 | 1931 | 1936 | 1946 | 1954 | 1962 |
| ---- | ---- | ---- | ---- | ---- | ---- | ---- | ---- | ---- |
| 449  | 429  | 383  | 424  | 362  | 384  | 381  | 380  | 382  |

| 1968 | 1975 | 1982 | 1990 | 1999 | 2005 | 2010 | 2015 | 2019 |
| ---- | ---- | ---- | ---- | ---- | ---- | ---- | ---- | ---- |
| 345  | 289  | 384  | 387  | 474  | 540  | 593  | 591  | 561  |

### Manifestations culturelles et festivités
- Fête des moissons le dernier week-end de juillet. Démonstration et exposition de matériel ancien, exposition d'artisans d'art, vente de produits régionaux, concerts, barbecue et feu d'artifice[14].

## Culture locale et patrimoine

### Lieux et monuments
- Église Saint-Aubin (XVe siècle).

L'église Saint-Aubin
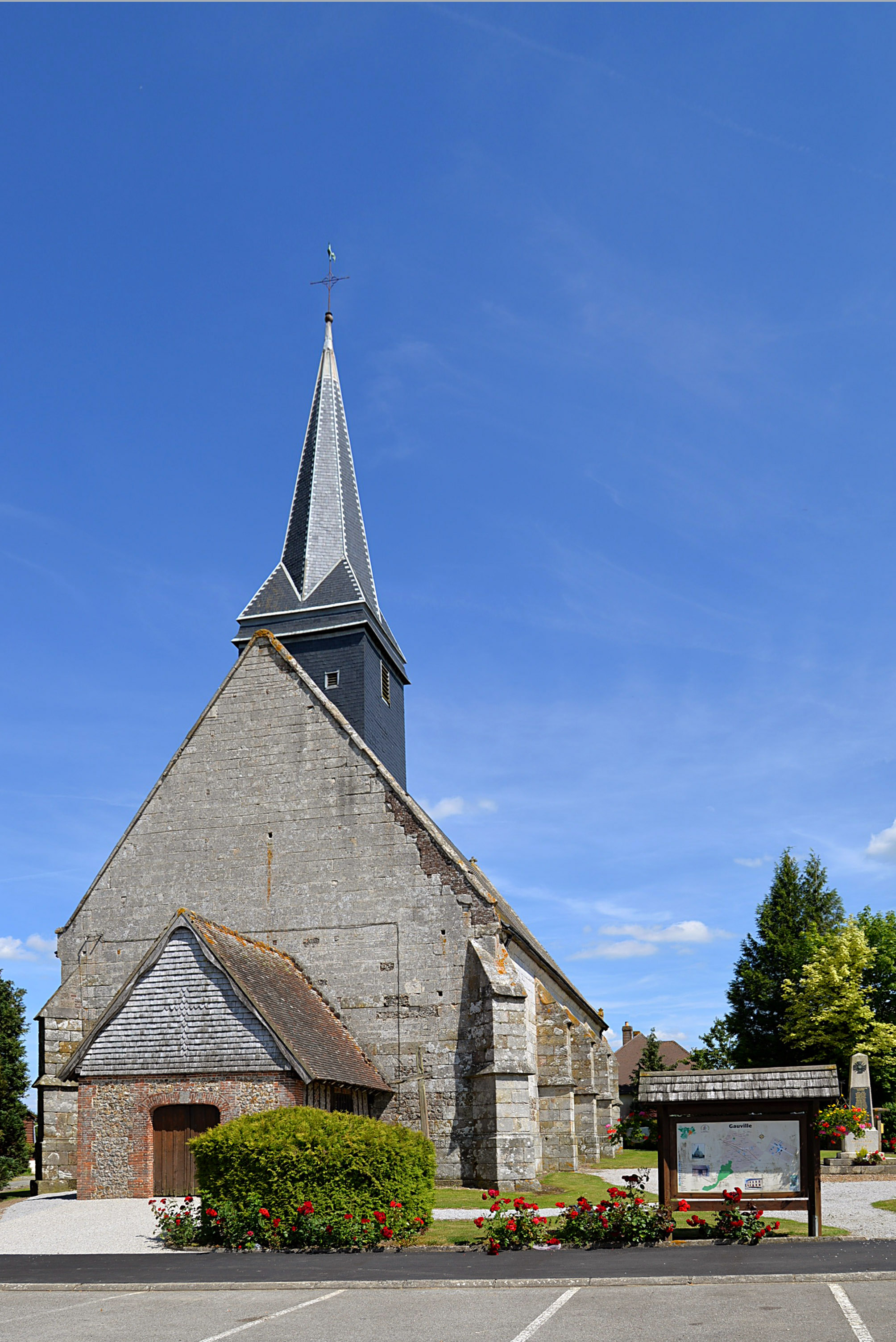
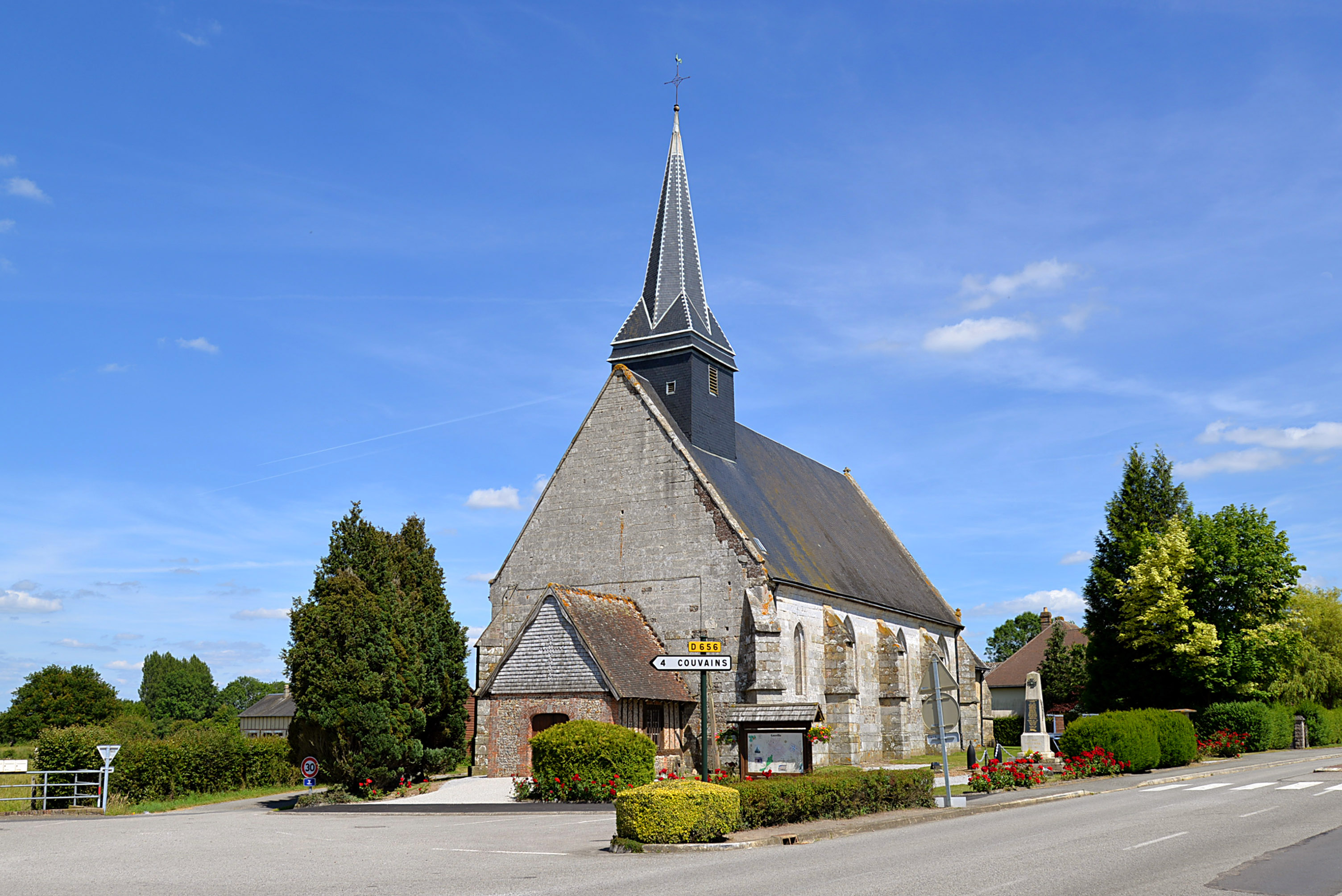

- Bois de la Garenne (au sud-ouest du territoire).

## Pour approfondir